# 延岡シネマ
延岡シネマ（のべおかシネマ）は、宮崎県延岡市北町1-1-13にある映画館。宮崎県の県北地域では唯一の映画館である。

## 沿革

### 延岡大映
1960年（昭和35年）、延岡市北町に延岡大映が開館した。現在地のはす向かいの場所である。『映画便覧 1961』によると延岡大映の経営者は佐藤笹夫であり、佐藤は山下町の大映名画、新町の中央名画も経営していた。延岡大映は鉄筋コンクリート造で定員342人の映画館だった。

### 延岡シネマ
1970年（昭和45年）、現在地に鉄筋コンクリート造平屋建の延岡シネマが開館。『映画館名簿 1973』によると延岡シネマの経営者は合資会社名画座であり、合資会社名画座は山下町の延岡名画座と延岡大師館、祇園町の延岡銀映劇場、新町の延岡中央大劇も経営していた。延岡シネマは420席で洋画の上映館だった。

#### 現行ビル時代
1979年（昭和54年）、鉄筋コンクリート造5階建のビルに改築。延岡シネマ、延岡ピカデリー、延岡ロマンの3館体制となった。延岡シネマは252席で洋画特選を上映、延岡ピカデリーは252席で洋画を上映、延岡ロマンは220席で成人映画を上映していた。
1990年（平成2年）頃には安賀多町の延岡旭会館が閉館し、延岡スカラ座（旧称は延岡シネマ）、延岡ピカデリー、延岡セントラル（旧称は延岡ロマン）のビルは延岡市唯一の映画館となった。2000年（平成12年）、経営者がセントラルグループに交代した。2009年（平成21年）、経営者が株式会社延岡シネマに交代した。

## 施設
- 1階 シネマ1 86席
- 2階 シネマ2 140席
- 3階 シネマ3 140席